# Broome Park
Broome Park var en civil parish 1866–1955 när det uppgick i Edlingham, i grevskapet Northumberland i England. Civil parish var belägen 8 km från Alnwick och hade 56 invånare år 1951.